# San José Pathé
San José Pathé är en ort i kommunen Temoaya i delstaten Mexiko i Mexiko. Samhället hade 1 556 invånare vid folkräkningen 2020. Orten är belägen vid floden Lerma nära reservoaren Presa Antonio Alzate. San José Pathes skola heter Escuela Primaria Ignacio Zaragoza och grundades år 1962.
San José Pathé har även två olika fotbollsanläggningar och klubbar, Pedro Morales och Chilchota.